# Андрійчук Василь Гаврилович
Андрійчук Василь Гаврилович (народився 13 січня 1938 в с. Слобода-Шаргородська, Вінницька обл. — 8 вересня 2021) — український економіст, доктор економічних наук (1988), професор (1990), дійсний член (академік) Національної академії аграрних наук України (2007). 

## Біографія
Народився у січні 1938 р. в селі Слобода-Шаргородська Вінницької області в сім'ї селян-колгоспників. Весь життєвий шлях тісно пов'язаний із сільським господарством — чотирирічне навчання в сільськогосподарському технікумі, робота в колгоспі агрономом і економістом за сумісництвом (1955–1957), а потім у сільському райкомі партії (1960–1962). 
Протягом 1967—1969 рр. навчався в аспірантурі на кафедрі економіки і організації сільського господарства Київського інституту народного господарства (нині — Київський національний економічний університет імені Вадима Гетьмана), після закінчення аспірантури залишився викладати в цьому інституті, працював на факультеті економіки АПК.
1992 року закінчив з відзнакою Міжнародний інститут менеджменту за фахом магістр ділової адміністрації в галузі міжнародних економічних відносин.
Брав безпосередню участь у розробці чотирьох Законів України і «Національної програми розвитку агропромислового виробництва і соціального відродження села на період 1999–2010 рр.».
З 1999 року — член-кореспондент Української академії аграрних наук (нині — Національна академія аграрних наук України). За визначні здобутки в науковій діяльності і запровадження їх у виробництво на державному рівні 2007 року обраний дійсним членом (академіком) УААН.
Помер 8 вересня 2021 р., залишивши після себе значний спадок: чималий науковий доробок та покоління високоякісно підготовлених економістів-аграрників.

## Наукова діяльність
1969 року в Київському інституті народного господарства ім. Д. С. Коротченка захистив кандидатську дисертацію «Внутрірайонне планування закупівель сільськогосподарської продукції і його роль у зміцненні економіки колгоспів».
1987 року в Ленінградському економічному університеті захистив докторську дисертацію «Ефективність використання виробничого потенціалу в сільському господарстві».
В. Г. Андрійчук стояв біля витоків розробки нового наукового напрямку агроекономічної науки — проблеми теоретико-методологічного обґрунтування категорії виробничого потенціалу, методології та методики його визначення, цілеспрямованого формування та ефективності використання в системі економічного механізму АПК. Наукові роботи В. Г. Андрійчука мають велике прикладне значення. Він є одним з основних розробників понад десяти нормативних документів із грифом центральних органів управління колишнього СРСР і України, які були впроваджені у виробництво.
Плідно працював над вирішенням питань приватизації та реструктуризації підприємств АПК, обґрунтуванням економічного механізму забезпечення паритетності отримання доходів усіма учасниками агропромислового виробництва. Отримані ним результати дослідження дозволяють вирішити проблеми агропромислової інтеграції, гармонізувати економічні інтереси сільськогосподарських товаровиробників і переробних промислових підприємств. Здійснив піонерну наукову розробку актуальної проблеми — капіталізація сільського господарства, запропонував економічні важелі регулювання цього процесу і функціонування нових типів агропромислових формувань, зокрема агропромислових холдингів. Значна заслуга вченого — у створенні сучасної навчальної літератури. Підручник В. Г. Андрійчука «Економіка аграрних підприємств» (два видання)  визнаний підручником нового покоління, що став переможцем міжнародного конкурсу. Його основні положення покладені в основу нового підручника, що не має аналогів — «Економіка підприємств агропромислового комплексу».
Опублікував 203 наукових праці, у тому числі 11 одноосібних монографій, підручників і навчальних посібників, і є співавтором 18 аналогічних наукових розробок.
В. Г. Андрійчук підготував 12 кандидатів економічних наук і одного доктора економічних наук.

## Нагороди та відзнаки
- Бронзова медаль ВДНГ СРСР (1987)
- Нагрудний знак «Відмінник освіти України» (2001) — за створення сучасної навчальної літератури і значний внесок у підготовку економістів аграрного профілю
- «Знак пошани» Міністерства аграрної політики України (2004) — за надання наукової допомоги у підготовці нормативних актів і рекомендацій виробництву
- Нагрудний знак «За наукові досягнення» Міністерства освіти і науки України (2006)
- «Почесна відзнака Української академії аграрних наук» (2007)
- Почесне звання «Заслужений діяч науки і техніки України» (2008) — за досягнення в науковій та педагогічній діяльності
- Нагрудний знак «Петра Могила» (2011)

## Вибрані праці
- Економіка аграрних підприємств: підручник для студ. екон. вузів і фак. / В. Г. Андрійчук; Київський держ. економічний ін-т. Київ: [б.в.], 1996. 512 с.  ISBN 5-7763-1713-4
- Менеджмент: прийняття рішень і ризик: навч. посібник / В. Г. Андрійчук, Л. Бауер; Київський національний економічний ун-т. Київ : [б.в.], 1998. 314 с. ISBN 966-574-051-2
- Економіка аграрного підприємства: навч.- метод. посіб. для самостійного вивч. дисципліни / В. Г. Андрійчук; Київський національний економічний ун-т. Київ : КНЕУ, 2000. 355 с. ISBN 966-574-193-4
- Ефективність діяльності аграрних підприємств: теорія, методика, аналіз / В. Г. Андрійчук; Київський національний економічний ун-т. Київ : КНЕУ, 2005. 292 с.: іл. ISBN 966-574-749-5
- Сучасна аграрна політика: проблемні аспекти / В. Г. Андрійчук [та ін.]. Київ : Аграрна наука, 2005. 140 с. ISBN 966-540-053-3
- Економіка підприємств агропромислового комплексу: підруч. для студентів ВНЗ / В. Г. Андрійчук; Держ. ВНЗ «Київ. нац. екон. ун-т ім. Вадима Гетьмана». Київ : КНЕУ, 2015. 783 с. : табл. ISBN 978-966-483-685-9
- Концентрація в аграрній сфері економіки: проблемні аспекти: монографія / В. Г. Андрійчук, І. С. Сас; ДВНЗ «Київ. нац. екон. ун-т ім. Вадима Гетьмана». Київ : КНЕУ, 2017. 300, [3] с. : іл., табл. ISBN 978-966-926-189-2